# Цзян Рансінь
Цзян Рансінь (кит.: 姜冉馨, нар. 2 травня 2000) — китайська стрільчиня, олімпійська чемпіонка та бронзова призерка Олімпійських ігор 2020 року.

## Виступи на Олімпіадах
| Олімпіада  | Дисципліна                              | Місце |
| ---------- | --------------------------------------- | ----- |
| Токіо 2020 | пневматичний пістолет, 10 метрів        | 3     |
| Токіо 2020 | пневматичний пістолет, 10 метрів, мікст | 1     |
| Париж 2024 | пневматичний пістолет, 10 метрів        | 6     |
| Париж 2024 | пневматичний пістолет, 10 метрів, мікст | 8     |